# TýTý 1993
Vyhlášení výsledků III. ročníku ankety TýTý se konalo 19. března 1994 v Hudebním divadle Karlín a moderovala jej Jitka Molavcová.

## Výsledky
| Kategorie                        | 1. místo         | 2. místo         | 3. místo           |
| -------------------------------- | ---------------- | ---------------- | ------------------ |
| Herečka                          | Jiřina Bohdalová | Ivana Chýlková   | Zlata Adamovská    |
| Herec                            | Pavel Zedníček   | Viktor Preiss    | Jiří Bartoška      |
| Zpěvačka                         | Iveta Bartošová  | Lucie Bílá       | Helena Vondráčková |
| Zpěvák                           | Karel Gott       | Janek Ledecký    | Ladislav Křížek    |
| Bavič                            | Martin Dejdar    | Jan Rosák        | Pavel Zedníček     |
| Moderátor zpravodajských pořadů  | Mirka Všetečková | Pavel Dumbrovský | Pavel Zuna         |
| Moderátor publicistických pořadů | Přemek Podlaha   | Otakar Černý     | Zuzana Bubílková   |
| Sportovní komentátor             | Petr Vichnar     | Robert Záruba    | Jaromír Bosák      |
| Hlasatel / Hlasatelka            | Saskia Burešová  | Hana Heřmánková  | Marie Tomsová      |
| Pořad roku (z domácí tvorby)     | Kufr             | Šance            | Videostop          |
| Absolutní vítěz                  | Mirka Všetečková | Karel Gott       | Martin Dejdar      |